# Fredrik Andersson (fotbollsmålvakt)
Hans Fredrik Andersson, född den 25 oktober 1988 i Skene, är en svensk fotbollsmålvakt som spelar för Varbergs BoIS. Han har tidigare spelat för bland annat Malmö FF i Allsvenskan.

## Karriär
Anderssons moderklubb är Skene IF. Inför säsongen 2011 anslöt han till Örgryte IS och var i början reservmålvakt bakom Peter Abrahamsson. Men efter att ÖIS åkt ur Superettan 2013 valde Abrahamsson att lämna klubben och Andersson fick då ta över som förstemålvakt.
Den 27 juli 2015 värvades Andersson av Malmö FF. I mars 2016 förlängdes kontraktet över säsongen 2017. Andersson gjorde allsvensk debut den 27 oktober 2016 i en 3–0-vinst över Falkenbergs FF, där han byttes in i den 77:e minuten mot Johan Wiland. Den 31 augusti 2017 förlängde Andersson sitt kontrakt i MFF över säsongen 2017, med option på ytterligare en säsong. Efter säsongen 2018 valde Andersson att sluta som andremålvakt i MFF och söka sig till en annan klubb.
Den 4 januari 2019 skrev Fredrik Andersson på ett treårskontrakt med sin förra klubb Örgryte IS. I december 2021 värvades Andersson av Varbergs BoIS, där han skrev på ett fyraårskontrakt.

## Karriärstatistik
| Klubb                                                    | Säsong            | Inhemsk liga      | Inhemsk liga | Inhemsk liga | Nat. täv. | Nat. täv. | Internat. täv. | Internat. täv. | Totalt | Totalt |
| Klubb                                                    | Säsong            | Serie             | SM           | Mål          | SM        | Mål       | SM             | Mål            | SM     | Mål    |
| -------------------------------------------------------- | ----------------- | ----------------- | ------------ | ------------ | --------- | --------- | -------------- | -------------- | ------ | ------ |
| Örgryte IS                                               | 2011              | Division 1 Södra  | 1            | 0            | 1         | 0         | 0              | 0              | 2      | 0      |
| Örgryte IS                                               | 2012              | Division 1 Södra  | 3            | 0            | 2         | 0         | 0              | 0              | 5      | 0      |
| Örgryte IS                                               | 2013              | Superettan        | 5            | 0            | 2         | 0         | 0              | 0              | 7      | 0      |
| Örgryte IS                                               | 2014              | Division 1 Södra  | 25           | 0            | 2         | 0         | 0              | 0              | 27     | 0      |
| Örgryte IS                                               | 2015              | Division 1 Södra  | 14           | 0            | 3         | 0         | 0              | 0              | 17     | 0      |
| Örgryte IS                                               | Totalt i klubblag | Totalt i klubblag | 48           | 0            | 10        | 0         | 0              | 0              | 58     | 0      |
| Malmö FF                                                 | 2015              | Allsvenskan       | 0            | 0            | 1         | 0         | 0              | 0              | 1      | 0      |
| Malmö FF                                                 | 2016              | Allsvenskan       | 3            | 0            | 0         | 0         | 0              | 0              | 3      | 0      |
| Malmö FF                                                 | 2017              | Allsvenskan       | 3            | 0            | 0         | 0         | 0              | 0              | 3      | 0      |
| Malmö FF                                                 | 2018              | Allsvenskan       | 4            | 0            | 0         | 0         | 0              | 0              | 4      | 0      |
| Malmö FF                                                 | Totalt i klubblag | Totalt i klubblag | 10           | 0            | 1         | 0         | 0              | 0              | 11     | 0      |
| Örgryte IS                                               | 2019              | Superettan        | 29           | 0            | 4         | 0         | 0              | 0              | 33     | 0      |
| Örgryte IS                                               | 2020              | Superettan        | 30           | 0            | 3         | 0         | 0              | 0              | 33     | 0      |
| Örgryte IS                                               | 2021              | Superettan        | 28           | 0            | 0         | 0         | 0              | 0              | 28     | 0      |
| Örgryte IS                                               | Totalt i klubblag | Totalt i klubblag | 87           | 0            | 7         | 0         | 0              | 0              | 94     | 0      |
| Antal matcher och mål är korrekt per den 14 januari 2022 |                   |                   |              |              |           |           |                |                |        |        |